# Філіпп IV Вродливий
Філіпп IV Вродливий (фр. Philippe IV le Bel; 1268 — 29 листопада 1314) — король Франції (1285—1314). Син Філіппа III Сміливого з династії Капетингів, був одружений з Жанною I Наварською, королевою Навари й графинею Шампані з 1274 року. Тому був також королем Навари як Філіпп I з 1284 року. Наступником Філіппа став його син Людовик X Сварливий.

## З біографії
Після того, як Філіпп через шлюб приєднав до Французького королівства Наварру та Шампань, король не полишав надії захопити велике Фландрське графство. Його військам вдалося вдертися на її територію, але ополчення з ремісників і селян завдало поразки лицарському війську. Пів тисячі позолочених острогів було знято з вбитих лицарів і розвішено у місцевому соборі. Через те сутичка отримала назву «Битва золотих острогів». Та Філіпп одружився з Марією Брабандською і все ж встановив владу над графством, а також над кількома його містами.
Філіп покладався на вправних державних службовців, таких як Гійом Ногаре та Енгерран де Маріньї, щоб керувати королівством. Філіп та його радники зіграли важливу роль у перетворенні Франції з феодальної країни в централізовану державу. Його амбіції зробили його дуже впливовим у європейських справах. Його метою було посадити своїх родичів на іноземні трони. Князі з його дому правили в Неаполі та Угорщині. Він намагався і не зміг зробити ще одного родича Імператором Священної Римської імперії. Він розпочав тривале просування Франції на схід, взявши під контроль розсіяні феоди.
Філіпп IV Вродливий увійшов до історії як перший монарх Королівства Франція, що скликав 1302 року Генеральні штати, які мали виступати представницьким органом різних суспільних станів (шляхти, духівництва та міщанства) при королі та давати дозвіл на введення нових поборів з населення. Якщо добре розібратися, то самостійно цей орган нічого не вирішував, а лише підтверджував владу короля. Реформи розширили повноваження Паризького парламенту, а армія з феодалів змінилася на наймане військо з суворою дисципліною.
Також, цей монарх вирізнився конфліктом із папством, з якого вийшов формальним переможцем, ув'язнивши 1308 року Папу Римського в місті Авіньйон на 70 років. Цей конфлікт виник через те, що король заборонив вивозити десятину з Королівства Франція до Риму. Ця подія ввійшла в історію під назвою Авіньйонський полон.

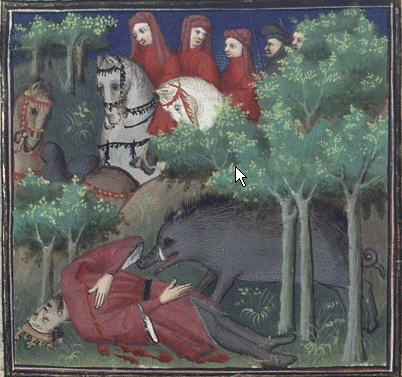
Падіння Філіппа IV з коня під час полювання

Помер через 25 днів після падіння з коня на полюванні. Через те, що одразу після падіння в нього відібрало мову, що короткочасно спостерігалось й раніше, коли все минуло, то ймовірно він помер від повторного порушення мозкового кровообігу у вигляді інсульту, а не через наслідки черепно-мозкової травми, зважуючи ще й на те, що його брат Шарль помер з такими же клінічним проявами до смерті, але не після травми, що може свідчити про сімейну схильність до порушення мозкових кровоносних судин. Він був першим в історії французьким королем, який народився і помер у замку Фонтенбло.

## Родина
Дружина — Іоанна (1272—1305)
Діти:
- Людовік — король Наварри з 1304, пізніше французький король Людовік Х Сварливий;
- Бланка (1290—1294);
- Ізабелла — Ізабелла Французька, дружина англійського короля Едварда ІІ Плантагенета.
- Філіп — французький король Філіпп V Довгий
- Карл — французький король Карл IV Вродливий
- Роберт (1297—1308)